# Gonarthrus chloroxanthus
Gonarthrus chloroxanthus är en tvåvingeart som beskrevs av Hesse 1938. Gonarthrus chloroxanthus ingår i släktet Gonarthrus och familjen svävflugor. Inga underarter finns listade i Catalogue of Life.